# أولاد عبو (الڭوزات)
أولاد عبو هي إحدى مشيخات المملكة المغربية، تتبع جغرافيا لإقليم تازة وإداريًا لالڭوزات. يقدر عدد سكانها بـ 35724 نسمة حسب الإحصاء الرسمي للسكان والسكنى لسنة 2004.